# پیتر چتین
پیتر چتین (انگلیسی: Peter Chatain؛ زادهٔ ۸ نوامبر ۱۹۹۹) قایقران روئینگ اهل ایالات متحده آمریکا است.